# Fudge Smith
Fudge Smith – w latach 1986–2006 perkusista zespołu Pendragon. Grał również w zespole Steve'a Hacketta, LaHost oraz Henry Fool. Obecnie jest w zarządzie firmy Total Music która zajmuje się sprzedażą i serwisem instrumentów muzycznych.